# Apitz (Meißen)
Albrecht, genannt Apitz (* vor 1270; † vor 1305) aus dem Geschlecht der Wettiner war Herr von Tenneberg. Er war der Sohn des Landgrafen von Thüringen Albrechts II. und Kunigundes von Eisenberg, seiner zweiten Gemahlin.

## Leben
Nach 1270 heiratete Albrecht II. von Meißen seine bisherige Geliebte Kunigunde von Eisenberg († 31. Oktober 1286). Albrecht II. ließ den mit ihr gezeugten Sohn Apitz durch den König legitimieren. Als Albrecht II. beabsichtigte, Apitz die Landgrafschaft Thüringen zu vererben und seine Söhne aus erster Ehe nur mit dem Osterland (dem Erbteil ihrer Mutter) und der Pfalz Sachsen abzufinden, begannen Letztere einen Krieg gegen ihren Vater. 1288 nahm Friedrich I. seinen Vater in offener Schlacht gefangen. Durch den Vertrag von Rochlitz vom 1. Januar 1289 kam er gegen Abtretung großer Landesteile an Friedrich wieder frei. 
Apitz wurde Herr von Tenneberg. Er starb bereits vor seinem Vater (nach dem 27. Januar 1301, spätestens 1305).